# Michel Auclair
Michel Auclair, született Vladimir Vujović, szerbül: Владимир Вујовић, (Koblenz, Weimari köztársaság, 1922. szeptember 9. – Fayence, Var megye, Franciaország, 1988. január 7.) francia színpadi és filmszínész.

## Élete

### Származása
Vladimir Vujović a németországi Koblenzben született 1922-ben. 
Édesapja Vojislav „Voja” Vujović szerb ügyvéd (1897–1936) volt, szociáldemokrata, később kommunista aktivista és forradalmár, a Kommunista Internacionálé egyik ifjúsági titkára. 
Édesanyja a francia Charlotte Gabrielle Germaine Caspar biológia-tanárnő (1895–1990) szintén a nemzetközi kommunista mozgalom aktivistája.
A Komintern 1921-es moszkvai kongresszusán ismerkedett meg Vujović-csal, 1922-ben összeházasodtak. Fiuk, Vladimir még abban az évben megszületett.
Vladimir hároméves volt, amikor anyjával Párizsba költözött. Szülei még 1927 előtt elváltak, a gyermek Vladimir az anyjával maradt. A válás dátuma nem ismeretes, de Charlotte Caspar 1932-ben Vitry-sur-Seine-ben újra férjhez ment. Második férje Raymond Guilloré (1903-1989) francia jogász-közgazdász lett, szindikalista aktivista, a „La Révolution prolétarienne” újság szerkesztője.
Vladimir apja, Vojislav Vujović Moszkvában dolgozott tovább, a kommunista mozgalom balos ellenzékéhez tartozott, Zinovjev csoportjával szimpatizált. 1927-ben (Trockijjal egyidőben) kizárták a Szovjetunió Kommunista Pártjából, 1928-ban letartóztatták, száműzték. 1936-ban halálra ítélték és kivégezték. Élettársát (egyes források szerint második feleségét), az orosz-lengyel Regina „Rega” Lwowna Budzinskaját (1897-1937), a Nyugati Kisebbségek Nemzetközi Kommunista Egyetemének (KUNMZ) rektorát, akitől 1933-ban született egy Janjina nevű közös lányuk, 1927-ben ugyanígy leváltották, kizárták a pártból, 1935-ben internálták, a táborban 1937-ben kivégezték. Vojislav Vujović két fivére, Gregor Vujović (1901–1937) és Radomir Vujović (1895–1938) szintén a sztálini tisztogatások áldozatává váltak. (Sztálin halála után rehabilitálták őket). Az első feleség, Charlotte Caspar-Guilloré és felnőtt fia, Vladimir − aki már Michel Auclair néven élt − sikertelenül próbáltak részleteket megtudni Vojislav Vujović és fivérei nyughelyéről.

### Színészi pályája
Michel Auclair három éves volt, amikor anyjával együtt Párizsba költözött. Itt végezte tanulmányait, először orvosnak tanult, majd a Conservatoire national supérieur d’art dramatique színművészeti főiskolára járt. Színészi pályáját 1942-ben kezdte, Párizs 8. kerületében, a Théâtre des Mathurins színházban debütált. Színpadi munkássága során klasszikus és kortárs darabokban egyaránt fellépett, játszott Paul Claudel, William Shakespeare, Arthur Miller, Jean Racine, Molière, Henrik Ibsen és Victor Hugo színműveiben.
Művésznevét Charles Vildrac költő, ifjúsági író Michel Auclair című színművének címszereplőjétől kölcsönözte. A darabot Vladimir születési évében, 1922-ben mutatta be a párizsi Théâtre du Vieux-Colombier színház.
Első filmszerepét 1946-ban kapta Jacqueline Audry rendezőtől, aki máris komoly szerepet adott neki Les Malheurs de Sophie című romantikus történelmi kalandfilmjében. Figyelemre méltó alakítást nyújtott René Clément rendező 1947-es Az elátkozott hajó-jában, Henri-Georges Clouzot rendező 1948-as Manon c. klasszikus filmjében, André Cayatte 1950-es Justice est faite c. drámájában, 1959-ben Jean Delannoy rendező Maigret és a Saint-Fiacre ügy c. bűnügyi filmjében, Roger Leenhardt 1962-es Le rendez-vous de minuit c. drámájában és Jacques Deray 1962-es Symphonie pour un massacre c. bűnügyi filmdrámájában. 1959-ben Édith Piaffal együtt főszerepelt a Les amants de demain-ben. Feltűnt néhány nemzetközi produkcióban is, így Stanley Donen 1956-os Mókás arc (Funny Face) című romantikus vígjátékában filozófia professzort alakított Fred Astaire és Audrey Hepburn partnereként, valamint a francia titkosszolgálat ezredesét játszotta Fred Zinnemann 1973-as sikerfilmjében, A Sakál napjában.
1972-ben megszületett David nevű fia. Michel Auclair 1988-ban, 65 éves korában hunyt el agyvérzés következtében, Fayence városában (Var megyében). A közeli Saint-Paul-en-Forêt-ben temették el.

## Fontosabb filmszerepei
- 1946: Les malheurs de Sophie; Paul d’Auber
- 1946: A szép és a szörnyeteg (La belle et la bête); Ludovic
- 1947: Az elátkozott hajó (Les maudits); Willy Morus
- 1949: Le paradis des pilotes perdus; Léonard François
- 1950: Pas de pitié pour les femmes; Michel Dunan
- 1952: Vörösingesek − Anita Garibaldi (Camicie rosse); önkéntes (névtelenül)
- 1952: La fête à Henriette; Marcel / Maurice
- 1954: A Versailles-i kastély (Si Versailles m’était conté…); Jacques Damiens
- 1954: La patrouille des sables; Pierre de Prémont
- 1954: Bonnes à tuer; François „Larry” Roques
- 1955: Andrea Chénier; Andrea Chénier
- 1957: Mókás arc (Funny Face); Émile Flostre professzor
- 1957: Der Fuchs von Paris; André
- 1959: Les amants de demain, Pierre Montfort
- 1959: Maigret és a Saint-Fiacre ügy (Maigret et l’affaire Saint-Fiacre); Maurice de Saint-Fiacre
- 1960: Une fille pour l’été; Philippe
- 1962: Le rendez-vous de minuit; Jacques
- 1963: Symphonie pour un massacre; Clavet
- 1963: Vacances portugaises; Michel
- 1965: Jó reggelt, búbánat! (Bonjour tristesse), tévéfilm; Raymond
- 1966: Kék expressz (Le train bleu s’arrête 13 fois), tévésorozat; Charles
- 1966: Apa útja (Le voyage du père); Marie-Louise barátja
- 1968: Modern Monte Cristo (Sous le signe de Monte-Cristo); Villefort
- 1969: Sous le signe du taureau; Magnin bankár
- 1970: Le coeur fou; Serge Menessier
- 1971: Egy válás meglepetései (Les mariés de l’an deux); a herceg
- 1973: Décembre; St-Méran ezredes
- 1973: A Sakál napja (The Day of the Jackal); Rolland ezredes
- 1973: Story of a Love Story; Georges
- 1974: Les guichets du Louvre; M. Edmond
- 1975: Franciaországi emlékek (Souvenirs d’en France); Hector Pedret
- 1976: Bonjour Paris, tévésorozat; Pierre Flinois
- 1977: Fayard bíró, akit seriffnek hívtak (Le juge Fayard dit Le Shériff); Simon Pradaldit „doktor”
- 1977: Moulin felügyelő (Commissaire Moulin), tévésorozat; Kirs felügyelő
- 1979: Viharos életek (Le coup de sirocco); Lucien Bonheur
- 1980: Három felesleges ember (3 hommes à abattre); Leprince
- 1981: Egy zsaru bőréért (Pour la peau d’un flic); Haymann
- 1982: Ezer milliárd dollár (Mille milliards de dollars); Michel Saint-Claude
- 1982: Deux heures moins le quart avant Jésus-Christ; Demetrius consul
- 1982: Enigma; orvos
- 1983: A szép fogolynő (La belle captive); Walter hangja
- 1978–1983: Les cinq dernières minutes, tévésorozat; Fondier
- 1983: Bel ami, tévé-minisorozat; M. Walter
- 1984: Rue barbare; Georges Chetman
- 1984: Tiszta ügy (Le bon plaisir), Herbert
- 1985: Kolumbusz Kristóf (Christopher Columbus), tévésorozat; Luis De Santangel
- 1989: Sötétség borítja a Földet (Torquemada); névtelen szerep

## További információ
- Michel Auclair a PORT.hu-n (magyarul)
- Michel Auclair az Internetes Szinkronadatbázisban (magyarul)
- Michel Auclair az Internet Movie Database-ben (angolul)
- Michel Auclair a Rotten Tomatoeson (angolul)
- Michel Auclair az AlloCiné weboldalán (franciául)
- Michel Auclair Profile (angol nyelven). famousfix.com. (Hozzáférés: 2023. július 15.)
- Michel Auclair. Filmkatalógus.hu (magyarul)